# Choara
Choara (franska: Choara (CR), Choara (Commune Rurale), arabiska: بويا عمر) är en kommun i Marocko.   Den ligger i provinsen El Kelaâ des Sraghna och regionen Marrakech-Safi, i den norra delen av landet, 250 km söder om huvudstaden Rabat. Antalet invånare är 9 577.